# Ochyrocera monica
Ochyrocera monica es una especie de araña araneomorfa del género Ochyrocera, familia Ochyroceratidae. Fue descrita científicamente por Brescovit, Zampaulo, Pedroso & Cizauskas en 2021.

## Distribución geográfica
Habita en Brasil.